# Talang Rimbo Baru
Talang Rimbo Baru is een bestuurslaag in het regentschap Rejang Lebong van de provincie Bengkulu, Indonesië. Talang Rimbo Baru telt 7036 inwoners (volkstelling 2010).